# Котила

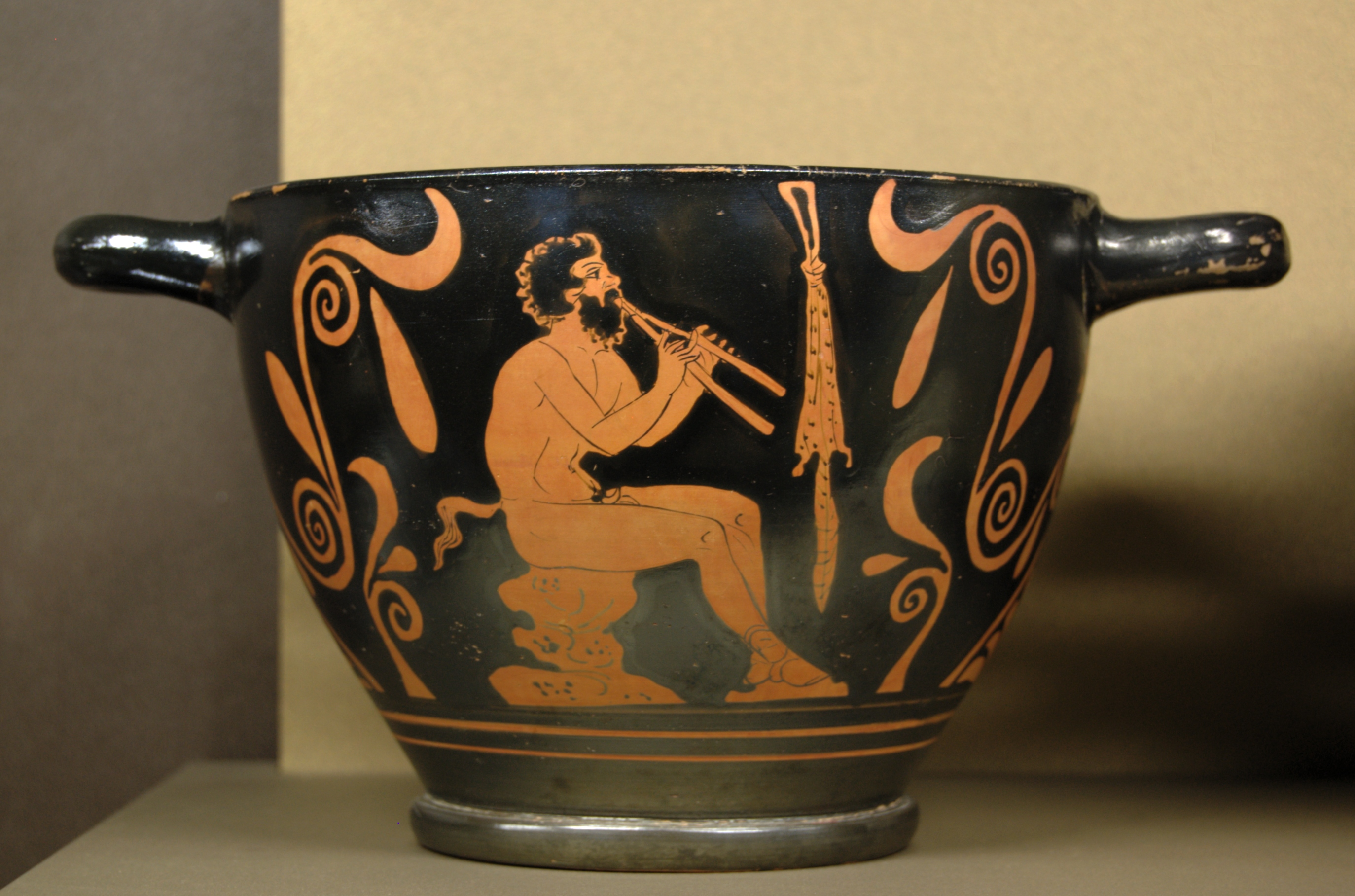
Червонофігурний скіфос: Сатир грає на авлосі

Коти́ла (грец. κοτύλη) — давньогрецька посудина, схожа за формою на скіфос.
Свою назву посудина отримала від античної одиниці вимірювання об'єму — котили, оскільки місткість посудини становила рівно 1 котилу. 1 котила дорівнювала половині секстарія.
По суті котилою називався скіфос об'ємом в 1 котилу.